# Draculas datter
 For alternative betydninger, se Dracula. (Se også artikler, som begynder med Dracula)
Draculas datter er en amerikansk vampyrfilm fra 1936, som blev instrueret af Lambert Hillyer. Filmen blev produceret af Universal Pictures der lavede flere film i genren i 1930'erne, og det var en efterfølger til Dracula fra 1931.

## Medvirkende
- Otto Kruger som Jeffrey Garth
- Gloria Holden som Grevinden Marya Zaleska, Draculas datter
- Marguerite Churchill som Janet
- Edward Van Sloan som Von Helsing (sic!)
- Gilbert Emery som Sir Basil Humphrey
- Irving Pichel som Sandor
- Halliwell Hobbes som Hawkins
- Billy Bevan som Albert
- Nan Grey som Lili
- Hedda Hopper som Lady Esme Hammond
- E.E. Clive som Sgt. Wilkes